# ليونتاين برايس

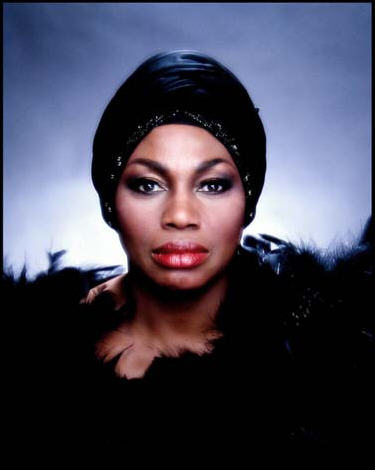
ليونتاين برايس عام 1994

ماري فيوليت ليونتاين برايس (بالإنجليزية: Leontyne Price) (ولدت في فبراير 10، 1927)، هي مطربة سوبرانو أمريكية. ولدت وتربت في أقاصي الجنوب، كانت لها شهرة مدوية في خمسينيات وستينيات القرن العشرين، وكانت من أولى الأمريكيات من أصل إفريقي اللاتي تتبوأن مكانة الفنان الرائد في أوبرا ميتروبوليتان.
وقد وصف أحد النقاد صوت برايس بأنه «حيوي»، و«مرتفع»، و«ثمنه لا يضاهيه اللؤلؤ»، كما قال عنه إنه «انسيابي بحق، ويصدر بحذر إلا أنه تحت نطاق السيطرة بشكل كامل»، مع عبارات «تأخذ إلى نوع من الميوعة المغرية.»  وقالت مجلة تايم عن صوتها أنه «غني، لين، وبرّاق، فكانت قادرة من بداية عرضها المتميز أن ترتفع بشكل سلس من دخن الميزو إلى صفاء السوبرانو كما لو كان صوتها ذهبًا مصنوعًا من نسج محبوك بدقة عالية من السي المرتفعة (high C).»
وباعتبارها مغنية سوبرانو lirico spinto (الكلمة الإيطالية من «قصيدة غنائية متحركة»)، تأقلمت برايس بشكل خاص مع قواعد جوزيبي فيردي (Giuseppe Verdi)، وجاكومو بوتشيني (Giacomo Puccini)، كما في العديد من حفلات الأوبرا الخاصة بالموسيقار فولفغانغ أماديوس موتسارت (Wolfgang Amadeus Mozart). وكان صوتها يتراوح ما بين طبقات إيه المسطحة (A-flat) تحت سي المتوسطة (middle C) والإي وأعلى من السي المرتفعة (high C). (وقالت أنها وصلت للإف «أثناء استحمامها»)
وعقب تقاعدها من مسرح الأوبرا عام 1985، ظلت تظهر في حفلات موسيقية وأوركسترا لمدة 12 عامًا أخرى.
ومن بين العديد من جوائزها التكريمية الميدالية الرئاسية للحرية (1964)، وميدالية سبينجارن (1965)، وتكريم مركز كينيدي (1980)، ووسام الفنون الوطني (1985)، والعديد من المراتب الشرفية، وحصلت تسع عشر مرة على جائزة الغرامي، و13 جائزة في حفلات الأوبرا أو الأمسيات الموسيقية، وخمس جوائز في عروض الأبرا الكاملة، وجائزة خاصة عن إنجازاتها مدى الحياة في 1989، وكان ذلك يفوق بكثير ما يحصل عليه أي مغن كلاسيكي آخر. وفي أكتوبر 2008، كانت هاريس واحدة من أولى الحاصلات على تكريم الأوبرا المقدم من الصندوق الوطني للفنون.

### كتب
- Sir Rudolf Bing, 5,000 Nights at the Opera: The Memoirs of Sir Rudolf Bing (Doubleday, 1972).
- Peter G. Davis, The American Opera Singer: The Lives and Adventures of America's Great Singers in Opera and Concert from 1825 to the Present (Anchor, 1999).
- Plácido Domingo, My First Forty Years (Alfred A. Knopf, 1983).
- Peter G. Davis, The American Opera Singer (Doubleday, 1997).
- Barbara B. Heyman, Samuel Barber, The Composer and His Music (Oxford University Press, 1992).
- Helena Matheopolous, Diva: Sopranos and Mezzo-sopranos Discuss Their Art (Northeastern University Press, 1992).
- Luciano Pavarotti with William Wright, Pavarotti, My Own Story (Doubleday, 1981), ISBN 978-0-385-15340-9
- Stephen Rubin, The New Met (MacMillan, 1974).
- Winthrop Sargeant, Divas (Coward, McCann, Geohegan, 1973).
- J.B. Steane, The Grand Tradition: Seventy Years of Singing on Record (Timber Press, 1993).
- Robert Vaughan, Herbert von Karajan (W.W. Norton & Company, 1986).
- Galina Vishneyskaya, Galina, A Russian Story (Harvest/HBJ Book, 1985).
- William Warfield, with Alton Miller, William Warfield: My Music and My Life (Sagamore Publishing, 1991).

### المقالات
- "From Collard Greens to Caviar: Leontyne Price Reminisces", Opera News, July and August 1985.
- "Reunion: Justino Diaz", by Eric Myers, Opera News, March 2006, Vol. 70, No. 9
- "Time After Time", Stephen Blier reviews "The Essential Leontyne Price" CD collection, Opera News, October 1996
- "The Garbo of Opera", by David Perkins, News and Observer (Raleigh, North Carolina), October 5, 1986
- "Leontyne Price Ill, To Rest for Month", New York Times, December 23, 1961
- "Where Atlanta's 'Big Mules' Relax", Time, January 10, 1977 (on 1964 "Don Giovanni" controversy)

## وصلات خارجية
- ليونتاين برايس على موقع IMDb (الإنجليزية)
- ليونتاين برايس على موقع الموسوعة البريطانية (الإنجليزية)
- ليونتاين برايس على موقع مونزينجر (الألمانية)
- ليونتاين برايس على موقع ميوزك برينز (الإنجليزية)
- ليونتاين برايس على موقع أول موفي (الإنجليزية)
- ليونتاين برايس على موقع قاعدة بيانات برودواي على الإنترنت (الإنجليزية)
- ليونتاين برايس على موقع إن إن دي بي (الإنجليزية)
- ليونتاين برايس على موقع أول ميوزيك (الإنجليزية)
- ليونتاين برايس على موقع ديسكوغز (الإنجليزية)
- ليونتاين برايس على موقع قاعدة بيانات الفيلم (الإنجليزية)
- Metropolitan Opera Archives Database
- Leontyne Price "Voice of the Century" Extensive fan site
- Leontyne Price Biography on Afrocentric Voices